# La Fênix
La Fênix é o maior grupo de humor alternativo do Brasil, formado por Rody Dio, Rogeri-O e Mr.Lucky. Foi criado em 11 de Setembro de 2004, originado da cidade do Rio de Janeiro.

## Conteúdo, e vídeos
A sua principal influência é o Jackass, realizando diversos desafios, provas e gincanas para maiores de idade, e que envolvem autoflagelação e humor ácido.

## Membros

### Membros atuais
- Rody-Dio (Codinome de Rodolfo Credi-Dio)
- Rogéri-O (Codinome de Rogério Ferri)
- Mr.Lucky (Codinome de José Aírlon Galvão)

### Ex-Membros memoráveis
- Cacho (Apelido de Alan Bérenger, falecido no dia 25 de outubro de 2020, vítima de um infarto fulminante. Cacho participou de diversos vídeos do grupo, e é lembrado por sua risada contagiante.)
- Patrick conhecido por sua energia e alto astral em seus desafios marcado nos vídeos do La Fênix.
- Felipe Dom que foi o último integrante a se desligar do La Fênix (Março de 2022). Entrou em 2019 e marcou história com seu jeito desengonçado e engraçado.
- Anderson Caus marcou o grupo, famoso por vídeos que exigiam mais esforços físicos.
- Minimim (Codinome de Henrique Leao)
- Junior SQL (Codinome de José Marques)
- O Grupo também já contou com mais de 20 outros integrantes ao longo de sua história.

## Controvérsias
No dia 26 de julho de 2017, no canal SBT, foi exibido o documentário intitulado, "Jogos Mortais", onde mostrou um caso de quatro jovens que supostamente foram influenciados por youtubers, a fazerem um desafio que os levou a morte de três deles, e um de 11 anos que teve 40% de seu corpo queimado.
Rody Dio e Mr.Lucky foram entrevistados e citados no documentário, e afirmaram que o La Fênix está ciente do que é passado no seus vídeos e que a matéria feita foi um pouco sensacionalista.